# Daniel Gimeno Traver
Daniel Gimeno-Traver (Valencia, 7 agosto 1985) è un allenatore di tennis e tennista spagnolo.
Professionista dal 2004, i suoi migliori ranking ATP sono stati la 48ª posizione in singolare nel marzo 2013 e la 63ª in doppio nel febbraio 2012. Il suo miglior risultato nel circuito maggiore in singolare è stata la finale raggiunta al torneo Grand Prix Hassan II 2015 a Casablanca.

## Statistiche

### Singolare

#### Finali perse (1)
| Legenda singolare                                      |
| Grande Slam (0)                                        |
| ATP World Tour Finals (0)                              |
| ATP Masters Series / ATP Masters 1000 (0)              |
| ATP International Series Gold / ATP World Tour 500 (0) |
| ATP International Series / ATP World Tour 250 (1)      |

| Numero | Data           | Torneo                           | Superficie  | Avversario in finale | Punteggio |
| 1.     | 12 aprile 2015 | Grand Prix Hassan II, Casablanca | Terra rossa | Martin Kližan        | 2-6, 2-6  |

### Doppio

#### Vittorie (1)
| Numero | Data            | Torneo                           | Superficie  | Partner       | Avversari in finale          | Punteggio         |
| 1.     | 5 febbraio 2012 | Movistar Open, Santiago del Cile | Terra rossa | Frederico Gil | Pablo Andújar Carlos Berlocq | 1-6, 7-5, [12-10] |

### Tornei minori

#### Singolare

##### Vittorie (20)
| Legenda tornei minori |
| Challenger (14)       |
| Future (6)            |

| N.  | Data              | Torneo                                   | Superficie   | Avversario in finale   | Punteggio     |
| 1.  | 15 agosto 2004    | Zucchetti Kos Tennis Cup, Cordenons      | Terra rossa  | Daniel Köllerer        | 4-6, 6-4, 6-3 |
| 2.  | 15 maggio 2005    | Spain F7, Lleida                         | Terra rossa  | Marcel Granollers      | 6-4, 6-1      |
| 3.  | 3 giugno 2007     | Italy F15, Parma                         | Terra rossa  | Giancarlo Petrazzuolo  | 7-5, 7-6      |
| 4.  | 17 giugno 2007    | Germany F5, Ingolstadt                   | Terra rossa  | Jaroslav Pospíšil      | 6-3, 6-3      |
| 5.  | 18 maggio 2008    | Aarhus Challenger, Aarhus                | Terra rossa  | Éric Prodon            | 7-5, 7-5      |
| 6.  | 7 settembre 2008  | Brașov Challenger, Brașov                | Terra rossa  | Alexander Flock        | 4-6, 6-4, 6-4 |
| 7.  | 20 settembre 2009 | Banja Luka Challenger, Banja Luka        | Terra rossa  | Julian Reister         | 6-4, 6-1      |
| 8.  | 11 ottobre 2009   | Open Tarragona Costa Daurada, Tarragona  | Terra rossa  | Paolo Lorenzi          | 6-4, 6-0      |
| 9.  | 8 agosto 2010     | Open Castilla y León, Segovia            | Cemento      | Adrian Mannarino       | 6-4, 7–6(2)   |
| 10. | 11 settembre 2011 | Copa Sevilla, Siviglia                   | Terra gialla | Rubén Ramírez Hidalgo  | 6-3, 6-3      |
| 11. | 17 giugno 2012    | Internazionali di Monza e Brianza, Monza | Terra rossa  | Albert Montañés        | 6–2, 4–6, 6–4 |
| 12. | 15 settembre 2012 | Copa Sevilla, Siviglia                   | Terra gialla | Tommy Robredo          | 6-3, 6-2      |
| 13. | 30 settembre 2012 | Torneo Tenis Ciudad de Madrid, Madrid    | Terra rossa  | Jan-Lennard Struff     | 6-4, 6-2      |
| 14. | 8 settembre 2013  | TEAN International, Alphen aan den Rijn  | Terra rossa  | Thomas Schoorel        | 6–2, 6–4      |
| 15. | 15 settembre 2013 | Copa Sevilla, Siviglia                   | Terra gialla | Stéphane Robert        | 6–4, 7–6(2)   |
| 16. | 27 settembre 2014 | Morocco Tennis Tour - Kenitra, Kenitra   | Terra rossa  | Albert Ramos Viñolas   | 6-3, 6-4      |
| 17. | 1º febbraio 2015  | Open Bucaramanga, Bucaramanga            | Terra rossa  | Gastão Elias           | 6-3, 1-6, 7-5 |
| 18. | 15 ottobre 2017   | Spain F33 Riba-roja de Túria             | Terra rossa  | Guillermo Olaso        | 6-3, 6-2      |
| 19. | 22 ottobre 2017   | Italy F34, Santa Margherita di Pula      | Terra rossa  | Andrea Basso           | 6-3, 6-4      |
| 20. | 4 febbraio 2018   | Spain F3, Paguera                        | Terra rossa  | Javier Barranco Cosano | 3-6, 6-2, 6-1 |

##### Finali perse (16)
| Legenda tornei minori |
| Challenger (12)       |
| Future (4)            |

| N.  | Data              | Torneo                                                        | Superficie  | Avversario in finale    | Punteggio           |
| 1.  | 8 febbraio 2004   | Spain F1, Murcia                                              | Terra rossa | Germán Puentes          | 3-6, 6-1, 3-6       |
| 2.  | 8 maggio 2005     | Spain F6, Vic                                                 | Terra rossa | Didac Perez             | 5-7, 7–6(3), 6(5)–7 |
| 3.  | 11 settembre 2005 | Brașov Challenger, Brașov                                     | Terra rossa | Daniel Elsner           | 5-7, 2-6            |
| 4.  | 11 novembre 2007  | Challenger Ciudad de Guayaquil, Guayaquil                     | Terra rossa | Nicolás Lapentti        | 3-6, 7–6(6), 5-7    |
| 5.  | 15 marzo 2008     | Morocco Tennis Tour - Tanger, Tangeri                         | Terra rossa | Marcel Granollers       | 4-6, 4-6            |
| 6.  | 21 settembre 2008 | Banja Luka Challenger, Banja Luka                             | Terra rossa | Ilija Bozoljac          | 4-6, 4-6            |
| 7.  | 18 ottobre 2009   | Copa Petrobras Paraguay, Asunción                             | Terra rossa | Ramón Delgado           | 6(2)–7, 6-1, 3-6    |
| 8.  | 11 luglio 2010    | Carisap Tennis Cup, San Benedetto                             | Terra rossa | Carlos Berlocq          | 3-6, 6-4, 4-6       |
| 9.  | 2 ottobre 2011    | Torneo Tenis Ciudad de Madrid, Madrid                         | Terra rossa | Jérémy Chardy           | 1-6, 7-5, 6(3)–7    |
| 10. | 19 agosto 2012    | Zucchetti Kos Tennis Cup, Cordenons                           | Terra rossa | Paolo Lorenzi           | 6(5)–7, 3-6         |
| 11. | 21 agosto 2016    | Internazionali di Tennis del Friuli Venezia Giulia, Cordenons | Terra rossa | Tarō Daniel             | 3-6, 4-6            |
| 12. | 1º ottobre 2017   | Due Ponti Challenger, Roma                                    | Terra rossa | Filip Krajinović        | 4-6, 3-6            |
| 13. | 11 febbraio 2018  | Spain F4, Paguera                                             | Terra rossa | Sergio Gutierrez-Ferrol | 4-6, 3-6            |
| 14. | 18 febbraio 2018  | Spain F5, Paguera                                             | Terra rossa | Miljan Zekic            | 4-6, 6-3, 3-6       |
| 15. | 22 aprile 2018    | Tunis Open, Tunisi                                            | Terra rossa | Guido Andreozzi         | 2-6, 0-3 rit.       |
| 16. | 5 agosto 2018     | BNP Paribas Sopot Open, Sopot                                 | Terra rossa | Paolo Lorenzi           | 6(2)–7, 7–6(5), 3-6 |